# Arcucornus occidentalis
Arcucornus occidentalis är en skalbaggsart som beskrevs av Scambler 1997. Arcucornus occidentalis ingår i släktet Arcucornus och familjen långhorningar. Inga underarter finns listade i Catalogue of Life.